# Прекомурски језик
Прекомурски језик, познат и под називом прекмурски језик (прек. prekmürski jezik или prekmürščina, словен. prekmurski jezik или , мађ. vend nyelv) или прекомурски дијалекат, јужнословенски је језик, односно независни дијалект словеначког језика, којим говори преко 110 хиљада људи у Прекомурју, у Словенији и 3—5 хиљада у Мађарској код Моноштра (мађ. Szentgotthárd). Прекомурски има књижевни језик, али нема службени говорни статус.

## Име
Прекомурци за себе тврде да су Словенци (Slovénge, Slovenje, Slovenci). Ранија научна дјела су тврдила да су Словенци у Мађарској потомци Вандала, па се због тога прекомурски језик у литератури називао вандалски језик (лат. lingua vandalica; мађ. vandál nyelv; прек. vandalski jezik, vandalska vüsta; њем. wendisch, windisch). У 19. вијеку Мађари су за Прекомурске Словенце и прекомурски језик користили израз vendek, vend nyelv, а за Прекомурје Vendvidék (прек. Slovenska krajina, Vandalska krajina). Раније је био мађарски назив tótok и Tótság (прек. Slovenska okroglina).
Антон Трстењак је дао име Prekmurje и Prekmurski jezik. Такође се користио источнословеначки језик (взходнословеншчина) или панонскословеначки језик (панонска словеншчина).

## Писма
Прекмурско писмо је латиница. Од 18. вијека се користила мађарска абецеда. Године 1871, учитељ у Белтинцима, Јанош Муркович, писао је прву књигу на Гајици. Он је сматрао да сваки јужнословенски језик треба користити гајицу.
|  |  |  |  |  |  |  |  |  |  |  |  |  |  |  |  |  |  |  |  |  |  |  |  |  |  |  |  |  |  |  |  |  |
|  |  |  |  |  |  |  |  |  |  |  |  |  |  |  |  |  |  |  |  |  |  |  |  |  |  |  |  |  |  |  |  |  |

У прекмурском језику се користе слова ü и ö, којих нема у словеначком. Само у Халозју и у Прлекији је у траговима. Оба дијалекта су сродна прекмурском језику.

## Говорне особености
Између словеначког и прекмурског језика разлике су у лексици, конјугацији и изговору. У прекмурском језику су учесталиу дофтинги, првенствено au, ou, ej. Типично је Boug (Бог), paulek (окрета) или gauška (шума). Пола лексике показује раскорак од словеначког језика.
| Прекмомурски | Словеначки | Српски      |
| ------------ | ---------- | ----------- |
|              |            | Амбар       |
|              |            | Сажалити се |
|              |            | Јеванђеља   |
|              |            | Скакавац    |
|              |            | Мештар      |
|              |            | Врт         |
|              |            | Колико пута |
|              |            | Покушати    |
|              |            | Торањ       |
|              |            | Окружин     |

Одређене речи се разликују по једном слову.
| Прекомурски | Словеначки | Српски       |
| ----------- | ---------- | ------------ |
|             |            | Распотегнити |
|             |            | Посушити     |
|             |            | Српски       |
|             |            | Опростити    |
|             |            | Ластавица    |
|             |            | Слеп         |
|             |            | Посудити     |
|             |            | Повући       |
|             |            | Понедељак    |
|             |            | Нагота       |

Прекмурски језик мало користи љ (lj) или њ (nj).
| Прекмомурски | Словеначки | Српски      |
| ------------ | ---------- | ----------- |
|              |            | Филантроп   |
|              |            | Живот       |
| такође       |            | Родитељ     |
|              |            | Пријатељ    |
|              |            | Књига       |
|              |            | Заљубљеност |